# Hannah Peak
Der Hannah Peak ist ein rund 1100 m hoher und spitzer Berg im westantarktischen Queen Elizabeth Land. In den Pensacola Mountains ragt er 3 km nordnordöstlich des Walker Peak am südwestlichen Ende des Dufek-Massivs auf.
Der United States Geological Survey kartierte ihn anhand eigener Vermessungen und Luftaufnahmen der United States Navy aus den Jahren von 1956 bis 1966. Das Advisory Committee on Antarctic Names benannte ihn 1968 nach dem Bauelektriker James L. Hannah, der zu den Überwinterungsmannschaften auf der Ellsworth-Station im Jahr 1957 und auf der McMurdo-Station im Jahr 1961 gehörte.